# Aenigmoconchidae
Aenigmoconchidae zijn een uitgestorven familie van tweekleppigen uit de orde Carditida.